# Mettingham
Mettingham est un village et une paroisse civile du Suffolk, en Angleterre. Il est situé à proximité de la frontière avec le comté voisin de Norfolk. Administrativement, il dépend du district de East Suffolk. Au moment du recensement de 2011, il comptait 211 habitants.